# マーズ・サンプル・リターン・ミッション
マーズ・サンプル・リターン・ミッション(Mars sample return mission、MSR)は、火星から岩石や塵のサンプルを採取し、分析のために地球にサンプルリターンすることを目的とする宇宙飛行ミッションである。
惑星協会の事務局長ルイス・フリードマンによると、火星からのサンプルリターンは、惑星科学のコミュニティにおいて、しばしば「聖杯」と表現される。
長年の間、様々なミッションが計画されたが、そのいずれも計画段階を超えなかった。直近の3つの計画は、NASAとESAの計画、ロシアの計画するマルス・グルントと中国の計画である。
Planetary Decadal Survey 2013-2022: The Future of Planetary Scienceの中で、火星からのサンプルリターンは最上位の優先度と位置づけられている。NASAとESAの共同での最初の火星サンプルリターンミッションであるMAX-C(Mars Astrobiology Explorer-Cacher)は、予算上の制約のため、中止された。2022年までその機会はないことから、NASAとESAのサンプルリターンの時期は未定となった。2012年9月にNASAは火星から地球にサンプルを持ち帰るいくつかの戦略の研究の継続を計画していると公表したが、そのミッションが始まるのは、早くても2018年からである。

## 科学的価値
火星からのサンプルにより、苦労して火星から伝送されるデータと比べてより幅広い分析が可能となる。また、地球にサンプルがあることによって、サンプルリターンの数年後や数十年後でも、貯蔵されたサンプルに対する研究が可能となる。
2006年、NASAによって設立されたMars Exploration Program Analysis Groupは、火星探査に関係する55個の将来的な重要な科学研究を確認した。2008年、彼らは、そのうちの半分は、程度の差こそあれ、火星からのサンプルリターンによって推進されうるものであるとし、火星からのサンプルリターンを「全体のリストを最も進めうる1つのミッションである」と結論を出した。さらに、研究の多くは、回収されたサンプルが無ければ意味のある進歩にならないということも分かった。

## NASAとESAの計画
ここ30年の間、科学者達は、火星から地質学的なサンプルを持ち帰ってくることを主張した。2008年には、ミッションが計画されたが、プログラムの見直しにより、中止となった。
2006年中旬、2018年から2023年の間に火星からのサンプルリターンを行うのに必要な科学的、技術的事項を検討するため、international Mars Architecture for the Return of Samples (iMARS)作業班が設立された。
2009年10月、NASAとESAは、「2020年代に火星からサンプルを持ち帰る」ことを究極的な目的とするエクソマーズミッションを進めるため、Mars Exploration Joint Initiativeを設立した。その第1段階は、NASAとESAの合同で2018年にエクソマーズを打ち上げることで、サンプルリターン自体は、2020年から2022年のある時期と定められた。MAX-Cの中止と後のNASAのエクソマーズからの撤退により、サンプルリターンの時期は未定に戻った。

### 2機による方法
この方法では、サンプルリターンは、約4年の間隔を空けて打ち上げられる2機の探査機によって行われる。1機目はオービターであり、2機目がランダーである。ミッションの残りは、1機による方法と同じである。

### 3機による方法
ジェット推進研究所のMars Exploration Programの李復國によると、合計3機の打上げによるサンプルリターンで合意ができつつある。この方法では、サンプル収集用のローバーが別々に打ち上げられて最初に火星に着陸し、寿命である最低500火星日の間、分析やサンプルの収集を行う。
4年後、オービターが打ち上げられ、続いてMars Ascent Vehicle (MAV)を含むランダーが打ち上げられる。本格的なサンプル収集用のローバーと比較して、このローバーは、サンプルの入った容器を回収して、ランダーまで持って帰る機能だけを持つ、小型で単純な構造である。ミッションの残りは、2機による方法と同じである。
この設計によって、ミッション全体のスケジュールが緩和され、必要なオペレーションを実行する時間が確保できる。さらに、火星に運ぶ質量を2機に分散できることで、マーズ・サイエンス・ラボラトリーのために開発した着陸システムを用いることが可能となり、着陸システムを最初から開発し、試験するための費用やリスクを節約することができる。

### その他の提案
太陽-電気推進により、3機の代わりに1機でサンプルリターンを行うことが可能となる。
全く別の火星からのサンプルリターンの概念が、マーズ・スカウトのSCIM(Sample Collection for Investigation of Mars)である。SCIMは、地表からではなく高層の大気からガスや塵のサンプルを収集するミッションである。

## マルス・グルント
ロシアの計画する火星からのサンプルリターンは、マルス・グルントである。フォボス・グルントでの設計を流用することを計画している。

## 中国の計画
中国は、2028年にサンプルリターン任務を行う天問3号を打ち上げ、サンプルが地球に届くのは2030年を予定している。
CNSAは2025年3月11日、同国の火星探査ミッション「天問3号（Tianwen-3）」における国際協力の機会に関する発表を行い、それによると、探査機は着陸機・上昇機・火星周回機モジュールと地球帰還周回機・再突入モジュールの2つで構成されていて、2機のロケットで打ち上げられて火星に向かう。さらに、国際協力のために地球帰還周回機で最大15kg、火星周回機で最大5kgの相乗りペイロードも用意している。